# NGC 253
NGC 253 (również Galaktyka Rzeźbiarza, Srebrna Moneta, PGC 2789) – galaktyka spiralna z poprzeczką znajdująca się w kierunku konstelacji Rzeźbiarza w odległości około 11,6 milionów lat świetlnych od Ziemi. Została odkryta 23 września 1783 roku przez Caroline Herschel. Jest to najjaśniejsza galaktyka spiralna z grupy galaktyk w Rzeźbiarzu, co po części wynika z faktu, że jest to galaktyka gwiazdotwórcza.

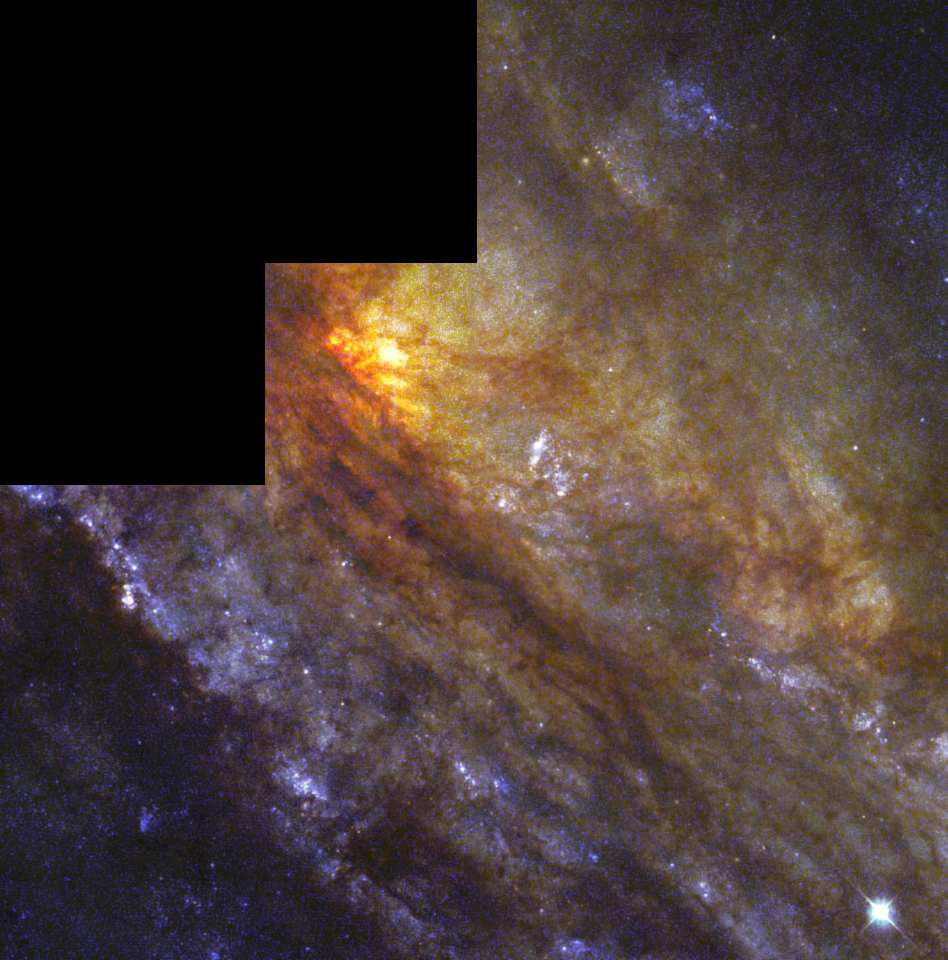
Zbliżenie jądra NGC 253 (HST)

NGC 253 należy do galaktyk o słabym jądrze oraz o bardzo rozwiniętych ramionach spiralnych. Dostrzec ją można przez lornetkę jako jasną plamkę 7m o rozmiarach 27' × 7'. Promień dysku galaktyki jest oceniany na 81 000 lat świetlnych, a promień jej jądra na nie więcej niż 650 lat świetlnych. Pomimo dużej jasności galaktyka ta jest mocno zapylona, co w znacznym stopniu utrudnia obserwacje wielu jej części.
We wnętrzu galaktyki znajduje się supermasywna czarna dziura zbliżona rozmiarami i masą do tej znajdującej się w centrum Drogi Mlecznej.
W galaktyce NGC 253 zaobserwowano do tej pory jedną supernową – SN 1940E.